# Aulnoye-Aymeries
Aulnoye-Aymeries (prononcé [onwa ɛm(ə)ʁi]) est une commune française située dans le département du Nord en région Hauts-de-France.

## Géographie

### Localisation
Aulnoye-Aymeries est située dans le sud du bassin de la Sambre, dont la ville la plus importante est Maubeuge située à 18 km au nord-est d'Aulnoye-Aymeries. La commune appartient à l'unité urbaine de Maubeuge.
Le sud du bassin de la Sambre est situé lui-même dans l'Avesnois et Aulnoye-Aymeries fait partie du parc naturel régional de l'Avesnois.

### Communes limitrophes
|            | Pont-sur-Sambre  |                                         |
| Berlaimont | Aulnoye-Aymeries | Bachant                                 |
|            | Leval            | Saint-Remy-Chaussée Monceau-Saint-Waast |

### Hydrographie

#### Réseau hydrographique
La commune est située dans le bassin Artois-Picardie. Elle est drainée par la Sambre canalisée, la Sambrette, le ruisseau Des Mortiers, le fossé du Roy, divers bras de décharge Rd Ecl 4 de Berlaimont de Sambre canalisée à Vanne du divers bras de décharge, divers bras de décharge Rd Ecl 4 de Berlaimont de Vanne divers bras de décharge à Sambre canalisée, la Cité des Blancs Bois et un autre petit cours d'eau,.
La Sambre canalisée est un canal, chenal et un cours d'eau naturel, d'une longueur de 101 km, qui prend sa source dans la commune de Rejet-de-Beaulieu, s'écoule vers le nord-est et franchit la frontière belge au droit de Jeumont. Les caractéristiques hydrologiques de la Sambre canalisée sont données par la station hydrologique située sur la commune. Le débit moyen journalier maximum est de 94,3 m3/s, atteint lors de la crue du 31 janvier 2021. Le débit instantané maximal est quant à lui de 95,6 m3/s, atteint le 1er février 2021.
La Sambrette, d'une longueur de 10 km, prend sa source dans la commune de Locquignol et se jette  dans la Sambre canalisée sur la commune, après avoir traversé quatre communes.

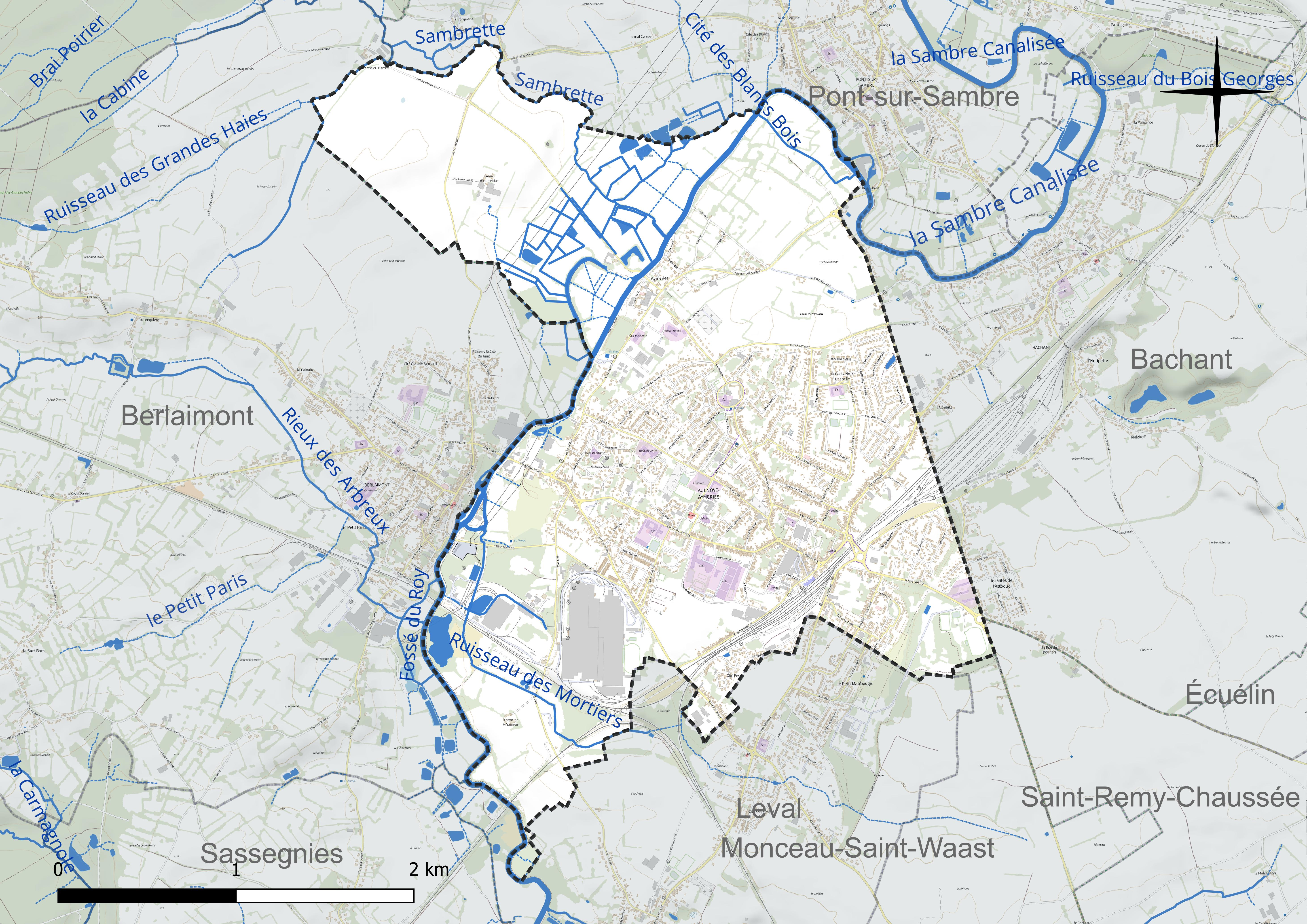
Réseau hydrographique d'Aulnoye-Aymeries.

#### Gestion et qualité des eaux
Le territoire communal est couvert par le schéma d'aménagement et de gestion des eaux (SAGE) « Sambre ». Ce document de planification concerne un territoire de 1 253 km2 de superficie, délimité par le bassin versant de la Sambre. Le périmètre a été arrêté le 1er novembre 2003 et le SAGE proprement dit a été approuvé le 21 septembre 2012, puis modifié le 18 août 2022. La structure porteuse de l'élaboration et de la mise en œuvre est le syndicat mixte du Parc naturel régional de l'Avesnois.
La qualité des cours d'eau peut être consultée sur un site dédié géré par les agences de l'eau et l'Agence française pour la biodiversité.

### Climat
Pour des articles plus généraux, voir Climat des Hauts-de-France et Climat du Nord.
En 2010, le climat de la commune est de type climat des marges montargnardes, selon une étude du CNRS s'appuyant sur une série de données couvrant la période 1971-2000. En 2020, Météo-France publie une typologie des climats de la France métropolitaine dans laquelle la commune est exposée à un climat océanique altéré et est dans la région climatique Nord-est du bassin Parisien, caractérisée par un ensoleillement médiocre, une pluviométrie moyenne régulièrement répartie au cours de l'année et un hiver froid (3 °C).
Pour la période 1971-2000, la température annuelle moyenne est de 9,8 °C, avec une amplitude thermique annuelle de 15,1 °C. Le cumul annuel moyen de précipitations est de 857 mm, avec 12,5 jours de précipitations en janvier et 9,8 jours en juillet. Pour la période 1991-2020, la température moyenne annuelle observée sur la station météorologique la plus proche, située sur la commune de Saint-Hilaire-sur-Helpe à 9 km à vol d'oiseau, est de 10,5 °C et le cumul annuel moyen de précipitations est de 802,4 mm,. Pour l'avenir, les paramètres climatiques de la commune estimés pour 2050 selon différents scénarios d'émission de gaz à effet de serre sont consultables sur un site dédié publié par Météo-France en novembre 2022.

## Urbanisme

### Typologie
Au 1er janvier 2024, Aulnoye-Aymeries est catégorisée centre urbain intermédiaire, selon la nouvelle grille communale de densité à sept niveaux définie par l'Insee en 2022.
Elle appartient à l'unité urbaine de Maubeuge (partie française), une agglomération internationale regroupant 22  communes, dont elle est une commune de la banlieue,,. Par ailleurs la commune fait partie de l'aire d'attraction de Maubeuge (partie française), dont elle est une commune de la couronne,. Cette aire, qui regroupe 65 communes, est catégorisée dans les aires de 50 000 à moins de 200 000 habitants,.

### Occupation des sols
L'occupation des sols de la commune, telle qu'elle ressort de la base de données européenne d'occupation biophysique des sols Corine Land Cover (CLC), est marquée par l'importance des territoires artificialisés (49,9 % en 2018), en augmentation par rapport à 1990 (46,5 %). La répartition détaillée en 2018 est la suivante : 
zones urbanisées (40,7 %), prairies (25,9 %), terres arables (12,3 %), zones agricoles hétérogènes (10,4 %), zones industrielles ou commerciales et réseaux de communication (9,2 %), zones humides intérieures (1,6 %). L'évolution de l'occupation des sols de la commune et de ses infrastructures peut être observée sur les différentes représentations cartographiques du territoire : la carte de Cassini (XVIIIe siècle), la carte d'état-major (1820-1866) et les cartes ou photos aériennes de l'IGN pour la période actuelle (1950 à aujourd'hui).

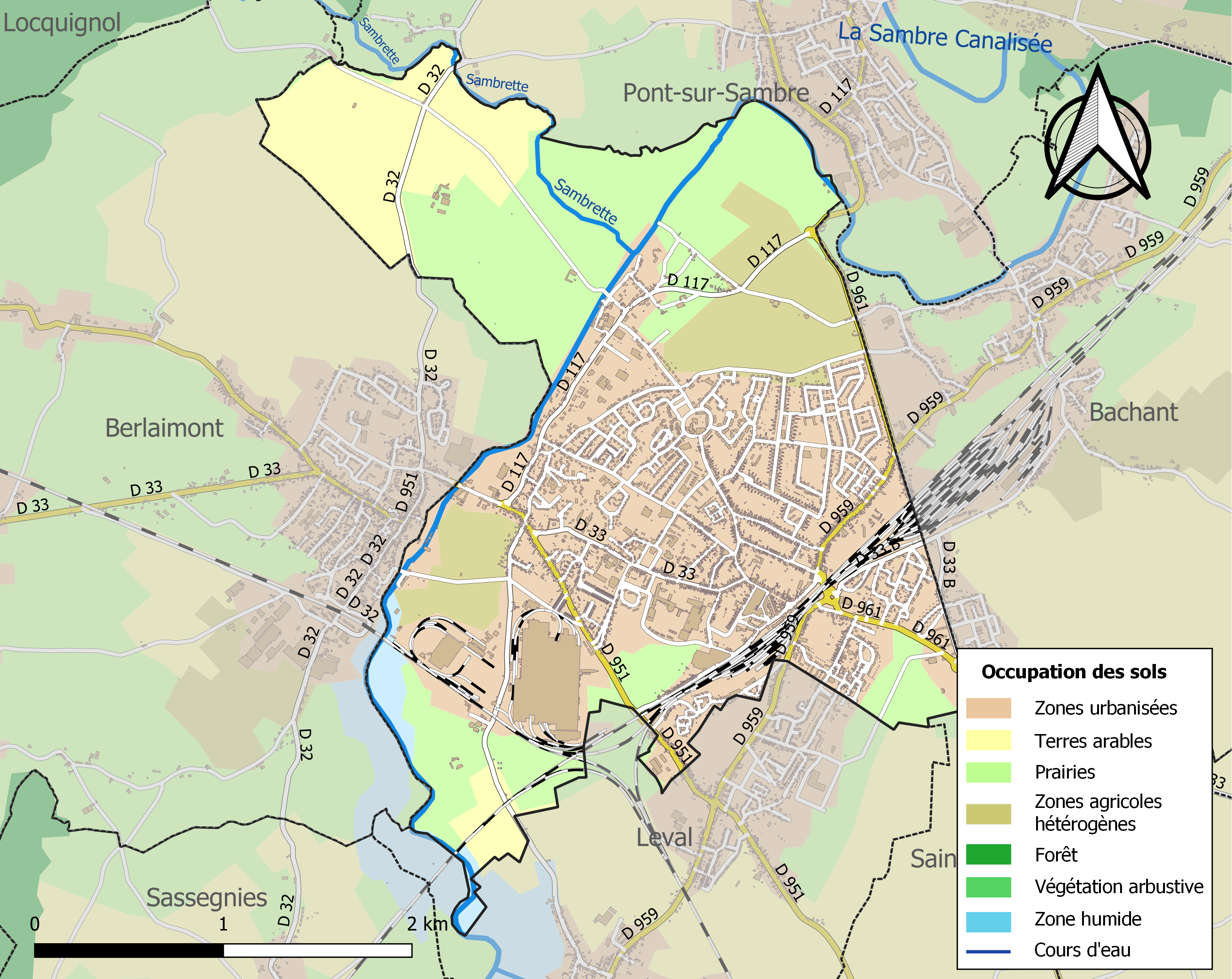
Carte des infrastructures et de l'occupation des sols de la commune en 2018 (CLC).

### Habitat et logement
En 2019, le nombre total de logements dans la commune était de 4 343, alors qu'il était de 4 184 en 2014 et de 4 105 en 2009.
Parmi ces logements, 92,5 % étaient des résidences principales, 0,7 % des résidences secondaires et 6,9 % des logements vacants. Ces logements étaient pour 76,9 % d'entre eux des maisons individuelles et pour 22,2 % des appartements.
Le tableau ci-dessous présente la typologie des logements à Aulnoye-Aymeries en 2019 en comparaison avec celle du Nord et de la France entière. Une caractéristique marquante du parc de logements est ainsi une proportion de résidences secondaires et logements occasionnels (0,7 %) inférieure à celle du département (1,6 %) et également inférieure à celle de la France entière (9,7 %). Concernant le statut d'occupation de ces logements, 47,1 % des habitants de la commune sont propriétaires de leur logement (50,1 % en 2014), contre 54,7 % pour le Nord et 57,5 pour la France entière.
| Typologie                                               | Aulnoye-Aymeries | Nord | France entière |
| ------------------------------------------------------- | ---------------- | ---- | -------------- |
| Résidences principales (en %)                           | 92,5             | 90,6 | 82,1           |
| Résidences secondaires et logements occasionnels (en %) | 0,7              | 1,6  | 9,7            |
| Logements vacants (en %)                                | 6,9              | 7,8  | 8,2            |

### Voies de communication et transports
Aulnoye-Aymeries est une ville notable du bassin de la Sambre. Ce que les habitants y nomment canal est en réalité la Sambre canalisée.
La gare d'Aulnoye-Aymeries est encore un important centre nerveux de la ville, car elle est directement liée à Lille et Paris et, avec correspondance, Bruxelles. Ancien nœud ferroviaire international jusqu'à il y a environ une dizaine d'années[C'est-à-dire ?] (le Londres-Calais-Bâle-Milan y croisait le Paris-Cologne-Berlin-Varsovie et le Paris-Amsterdam), Aulnoye-Aymeries a perdu de son importance ferroviaire depuis la création du TGV qui passe par Lille et il n'y a plus de ligne directe pour l'Allemagne (les relations internationales à grande vitesse France/Belgique/Pays-Bas/Allemagne étant assurées par Thalys, mais la commune constitue un arret du service de train Ouigo, reliant Bruxelles à Paris). La ville reste néanmoins un nœud ferroviaire important à l'échelle régionale puisque les lignes d'Hirson et de Jeumont s'y rejoignent en direction de Lille. En outre, la ville conserve une liaison directe avec Paris. Le dépôt ferroviaire n'existe plus.
La commune est desservie, en 2024, par les lignes 21, 24, 61, Citadine d'Aulnoye-Aymeries et par le service de transport à la demande du réseau Stibus. Elle est également desservie, en 2024, par les lignes 957, 978, 987 et 995 du réseau interurbain Arc-en-Ciel 4.

## Toponymie
Le nom d'Aulnoye est lié à la présence des aulnes, nombreux au bord de la Sambre. Aymeries tient son nom du seigneur qui tenait le lieu.

## Histoire

### Moyen Âge
- 843 : En 843, avec le traité de Verdun, le partage de l'empire carolingien entre les trois petits-fils de Charlemagne octroie à Lothaire Ier la Francie médiane qui comprend le Hainaut dont font partie Aulnoye et Aymeries.
- 855 : En 855 avec le traité de Prüm qui partage la Francie médiane entre les trois fils de Lothaire Ier, le Hainaut est rattaché à la Lotharingie dont hérite Lothaire II.
- 870 : En 870, avec le traité de Meerssen signé après la mort de Lothaire II, une partie de la Lotharingie dont fait partie le Hainaut est rattachée à la Francie occidentale.
- 880 : En 880, avec le traité de Ribemont en 880, le Hainaut est rattaché à la Francie orientale qui deviendra le Saint-Empire romain germanique en 962.
- 1088 : Un acte de l'évêque Gérard II confirme la présence d'un château fort dit « de Berlaimont » en 1088.
- Au XIIe siècle, Aymer, un seigneur carolingien, installe son château et une ferme sur un site qui deviendra Aymeries.

### Temps modernes
- 1543 : En 1543, pendant la guerre de François Ier contre Charles-Quint, le Dauphin, commandant une partie de l'armée, s'empare d'Aymeries dont il fait démolir le château[24].
- 1643 : En 1643, durant la Guerre franco-espagnole, Émery est prise, ainsi que Barlemont, par le duc d'Enghien, commandant l'armée française des Pays-Bas[25].
- De 1727 à 1755, le village d'Aymeries vit au rythme des camps militaires, de juin à septembre. Ces camps, ayant pour objectif l'entraînement des troupes, la formation des officiers et la sécurisation de la frontière Nord, reçoivent les régiments casernés à Avesnes-sur-Helpe, Landrecies et Maubeuge.
- 1783 : À partir de 1783, la route Landrecies-Avesnes est ouverte, la chaussée d'Avesnes à La Capelle est pavée et la canalisation de la Sambre entre Landrecies et la frontière belge est améliorée.

### Révolution française et Empire
- 1790 : à la suite de la subdivision des départements français en districts, à compter de 1790, Aulnoye et Aymeries se trouvent dans le canton de Dourlers, lui-même appartenant au district d'Avesnes jusqu'en 1795, date à laquelle les districts sont supprimés par la constitution du 5 fructidor An III (22 août 1795). Ils seront remplacés par les arrondissements créés par la loi du 28 pluviôse an VIII (17 février 1800)

### Époque contemporaine
- 1855 : la gare d'Aulnoye-Aymeries est mise en service le 21 octobre 1855[26] par la Compagnie des chemins de fer du Nord, lorsqu'elle ouvre la section de Saint-Quentin à Hautmont
- 1865 : en 1865, la gare a toujours son bâtiment voyageurs provisoire[27].
- 1921 : Au terme de la Première Guerre mondiale, Aulnoye est décoré de la Croix de guerre 1914-1918 le 21 septembre 1921[28].
- La gare devient le siège d'un important dépôt après la Première Guerre mondiale, dont le poste d'aiguillage se trouvait placé au sommet d'une tour, dite tour florentine, conçue par les architectes Gustave Umbdenstock et Raoul Dautry[29], transformant Aulnoye-Aymeries en cité cheminote[30].

- 1948 : Aulnoye est à nouveau décorée de la Croix de guerre, celle de 1939-1945 le 11 novembre 1948[31].

- 1953 : En 1953, la Commune d'Aulnoye-Aymeries est créée par  la fusion des communes d'Aulnoye et Aymeries ; la fusion est officielle le 28 mars 1953[32].

## Politique et administration

### Rattachements administratifs et électoraux
La commune se trouve dans l'arrondissement d'Avesnes-sur-Helpe du département du Nord. Pour l'élection des députés, elle fait partie depuis 2012 de la douzième circonscription du Nord.
Elle faisait partie depuis 1801 du canton de Berlaimont. Dans le cadre du redécoupage cantonal de 2014 en France, la ville devient le bureau centralisateur du canton d'Aulnoye-Aymeries..

### Intercommunalité
La commune est membre de l'intercommunalité Agglomération Maubeuge Val de Sambre, dont une partie englobe l'unité urbaine de Maubeuge.

### Tendances politiques et résultats
Lors du second tour des élections municipales de 2014 dans le Nord, la liste PCF menée par le maire sortant Bernard Baudoux obtient la majorité absolue des suffrages exprimés, avec 2 010 voix (50,16 %, 22 conseillers municipaux élus dont 5 communautaires), devançant très largement celles menées respectivement par :  

- Loïc Pietton 	(DVG, 1 079 voix, 26,92 %, 4 conseillers municipaux élus dont 1 communautaire) ; 

- Arnaud Jacquinet (SE, 573 voix, 14,29 %, 2 conseillers municipaux élus) ;

- Francine Lasne (DVD, 345 voix, 8,60 %, 1 conseiller municipal élu).

Lors de ce scrutin, 39,410 % des électeurs se sont abstenus) 
Lors du second tour des élections municipales de 2020 dans le Nord, la liste PCF menée par le maire sortant Bernard Baudoux obtient la majorité absolue des suffrages exprimés, 
avec 1 745 voix (69,52 %, 25 conseillers municipaux élus dont 4 communautaires), devançant très largement les listes menées respectivement par : 

- Marianne Caron (DVG, 499 voix, 19,88 %, 3 conseillers municipaux élus dont 1 communautaire) ;

- Philippe Dehier (DVD, 266 voix, 10,59 %, 1 conseiller municipal élu).

Lors de ce scrutin marqué par la pandémie de Covid-19 en France, 61,22 % des électeurs se sont abstenus.

### Liste des maires
Maire en 1881 : Adrien Carpentier.
| Période                                  | Période                    | Identité          | Étiquette | Qualité |
| ---------------------------------------- | -------------------------- | ----------------- | --------- | --- |
| Les données manquantes sont à compléter. |                            |                   |           | |
| avant 1802                               | 1808                       | Adrien Carpentier |           | |
| Les données manquantes sont à compléter. |                            |                   |           | |
| 1935                                     | 1940                       | Paul Stiévenart,  | PCF       | Employé des chemins de fer Conseiller général de Berlaimont (1934 → 1940) Déchu de ses mandats par le Gouvernement Édouard Daladier après la signature du Pacte germano-soviétique                                                                                         |
| Les données manquantes sont à compléter. |                            |                   |           | |
| mai 1953                                 | 1963                       | Paul Stiévenart,  | PCF       | Employé des chemins de fer Conseiller général de Berlaimont (1945 → 1958) Mort en fonction |
| 1963                                     | 1963                       | Marc Joly         | PCF       | |
| 1963                                     | juin 1995                  | Pierre Briatte,   | PCF       | Instituteur Conseiller général de Berlaimont (1958 → 1994) |
| juin 1995                                | En cours (au 23 juin 2022) | Bernard Baudoux   | PCF       | Cadre supérieur dans la publicité Conseiller général de Berlaimont (2001 → 2015) Conseiller départemental d'Aulnoye-Aymeries (2015 → ) Président de la CA Maubeuge Val de Sambre (2001 → 2008 et 2022 → ) Chevalier de la Légion d'honneur Réélu pour le mandat 2020-2026, |

### Jumelages
- Quedlinburg (Allemagne) depuis 1961
- Beit Sahour (Palestine) depuis 1999

## Équipements et services publics

### Enseignement
Aulnoye-Aymeries, qui fait partie de l'académie de Lille, a un collège, nommé Félix-Del-Marle et inauguré en septembre 2004, un lycée technique Pierre et Marie Curie, ainsi qu'un lycée privé Sainte-Jeanne-d'Arc.
Aulnoye-Aymeries possède aussi plusieurs écoles maternelles et élémentaires[Quand ?] :
- l'école maternelle Anne-Franck ;
- l'école maternelle Eugénie-Cotton ;
- l'école maternelle et primaire Pierre-Semard ;
- l'école maternelle et primaire Paul-Stiévenard ;
- l'école primaire Joliot-Curie ;
- l'école maternelle et primaire privée Sacré-Cœur.

### Santé
En lien avec les professionnels de santé du territoire, l'agglomération Maubeuge Val-de-Sambre, la Région Hauts-de-France, le Département du Nord, les associations de la santé, le Centre Hospitalier Sambre-Avesnois et Partenord (pour des logements locatifs aux 2èmes et 3èmes étages), la municipalité d'Aulnoye-Aymeries a lancé le projet de Maison de santé pluridisciplinaire. Ce projet a été validé par l'Agence Régionale de Santé. La première pierre a été posée le 21 novembre 2015. L'équipement est mis en service en 2017 et l'inauguration se fait en présence notamment du président de la région, Xavier Bertrand. Cet investissement a été porté à hauteur de 2 200 000 euros sans la moindre participation de la commune. Cette maison de santé accueille 14 praticiens.
Le 29 mai 2021, pour dénoncer le manque criant de médecins et à l'initiative du maire de la commune et des médecins locaux, une marche blanche a été organisée. Le slogan de cette mobilisation était "Non-assistance à patients en danger"

### Équipements culturels
Aulnoye-Aymeries a une salle de spectacle, la salle Léo-Ferré ; une école de musique et de nombreuses associations[réf. nécessaire].
La ville d'Aulnoye-Aymeries accueille, en lien avec l'agglomération Maubeuge Val-de-Sambre, accueillera prochainement un Pôle régional des musiques actuelles (PRMA). Cette structure accueillait il y a plusieurs années une usine de fabrication de bombes. Cette réhabilitation de friche donne lieu à un futur PRMA, ayant pour objectif d'accueillir les nouvelles formations musicales. Ce PRMA comprendra donc 4 820 m2 de bâtiments qui sont actuellement en construction. Deux bâtiments sont construits: le 1er bâtiment accueillera un club-house, l'infirmerie, les locaux techniques entre autres. Le deuxième bâtiment accueillera les studios d'enregistrement, les espaces de répétition, les ateliers. Un espace restauration est également prévu. La célèbre toiture rouge annexée à ces bâtiments, appelée l'Eden, continuera d'accueillir la 2e scène du Festival Les Nuits Secrètes. La livraison est prévue pour mars 2022.

### Équipements sportifs
Aulnoye-Aymeries a une piscine rénovée devenue centre nautique, l'Aiguade.
Le club de basket-ball de la commune AS Aulnoye-Aymeries a été promu en Ligue 2 en 2014, et a été reléguée en N1F en 2017.
Le club de foot de la commune AS Aulnoye Aymeries joue en CFA 2[Quand ?] et a fusionné avec le club de Feignies pour former "L'entente"l
L'équipe 1 du club du Sambre Avesnois Handball (SAHB) est promu en Division 2 Féminine (D2F) en 2017.
La ville dispose de plusieurs salles de sport et un stade où jouent les différents clubs de la ville.

## Population et société

### Démographie

#### Évolution démographique
L'évolution du nombre d'habitants est connue à travers les recensements de la population effectués dans la commune depuis 1793. Pour les communes de moins de 10 000 habitants, une enquête de recensement portant sur toute la population est réalisée tous les cinq ans, les populations de référence des années intermédiaires étant quant à elles estimées par interpolation ou extrapolation. Pour la commune, le premier recensement exhaustif entrant dans le cadre du nouveau dispositif a été réalisé en 2008.

En 2022, la commune comptait 8 674 habitants, en évolution de −2,06 % par rapport à 2016 (Nord : +0,51 %, France hors Mayotte : +2,11 %).
| 1793 | 1800 | 1806 | 1821 | 1831 | 1836 | 1841 | 1846 | 1851 |
| ---- | ---- | ---- | ---- | ---- | ---- | ---- | ---- | ---- |
| 111  | 104  | 146  | 134  | 165  | 172  | 200  | 273  | 322  |

| 1856 | 1861 | 1866 | 1872 | 1876 | 1881  | 1886  | 1891  | 1896  |
| ---- | ---- | ---- | ---- | ---- | ----- | ----- | ----- | ----- |
| 338  | 409  | 431  | 644  | 818  | 1 085 | 1 402 | 1 386 | 1 457 |

| 1901  | 1906  | 1911  | 1921  | 1926  | 1931  | 1936  | 1946  | 1954  |
| ----- | ----- | ----- | ----- | ----- | ----- | ----- | ----- | ----- |
| 1 586 | 1 686 | 1 956 | 3 169 | 4 399 | 4 924 | 5 442 | 4 724 | 7 286 |

| 1962  | 1968  | 1975  | 1982   | 1990  | 1999  | 2006  | 2008  | 2013  |
| ----- | ----- | ----- | ------ | ----- | ----- | ----- | ----- | ----- |
| 9 405 | 9 750 | 9 917 | 10 086 | 9 882 | 9 203 | 8 870 | 8 757 | 8 816 |

| 2018  | 2022  | - | - | - | - | - | - | - |
| ----- | ----- | - | - | - | - | - | - | - |
| 8 767 | 8 674 | - | - | - | - | - | - | - |

#### Pyramide des âges
La population de la commune est relativement jeune.
En 2018, le taux de personnes d'un âge inférieur à 30 ans s'élève à 37,0 %, soit en dessous de la moyenne départementale (39,5 %). À l'inverse, le taux de personnes d'âge supérieur à 60 ans est de 27,0 % la même année, alors qu'il est de 22,5 % au niveau départemental.
En 2018, la commune comptait 4 132 hommes pour 4 635 femmes, soit un taux de 52,87 % de femmes, légèrement supérieur au taux départemental (51,77 %).
Les pyramides des âges de la commune et du département s'établissent comme suit.
| Hommes | Classe d’âge | Femmes |
| ------ | ------------ | ------ |
| 0,6    | 90 ou +      | 1,4    |
| 6,8    | 75-89 ans    | 10,4   |
| 15,9   | 60-74 ans    | 18,4   |
| 19,0   | 45-59 ans    | 17,9   |
| 18,3   | 30-44 ans    | 16,9   |
| 19,1   | 15-29 ans    | 17,9   |
| 20,2   | 0-14 ans     | 17,0   |

| Hommes | Classe d’âge | Femmes |
| ------ | ------------ | ------ |
| 0,5    | 90 ou +      | 1,4    |
| 5,3    | 75-89 ans    | 8,1    |
| 14,8   | 60-74 ans    | 16,2   |
| 19,1   | 45-59 ans    | 18,4   |
| 19,5   | 30-44 ans    | 18,7   |
| 20,7   | 15-29 ans    | 19,1   |
| 20,2   | 0-14 ans     | 18     |

### Manifestations culturelles et festivités
Le Festival Les Nuits secrètes  Chaque année vers la fin juillet, la ville organise le festival Les Nuits Secrètes, un événement qui réunit chaque été plus de 10 000 personnes par soir pour des concerts en centre-ville.

## Économie
- Aymeries qui était aux abords du canal et des champs a vu son château détruit pendant la Révolution française. Aujourd'hui on y trouve des fermes et des champs, qui chaque année disparaissent sous les inondations.
- Depuis la création du barrage du Val Joly construit sur un affluent de la Sambre à une trentaine de kilomètres en amont (base de loisirs), les inondations sont  cependant beaucoup moins nombreuses (environ tous les sept ans) et moins importantes.
- Aulnoye-Aymeries a des industries métallurgiques, dont l'importante usine de construction de tubes en métal, Vallourec (industrie de transformation métallurgique).
- Le centre d'études de la Société des ateliers mécaniques de Pont-sur-Sambre se trouve dans cette ville tout comme le centre d'études de la société Vallourec.
- L'activité économique de la ville est animée par le Festival Les Nuits Secrètes.

## Culture locale et patrimoine

### Lieux et monuments
- La tour florentine, qui était le poste d'aiguillage du dépôt de locomotives[52],[53] ;
- Église d'Aymeries ;
- Oratoires ;
- Chapelles typiques de l'Avesnois ;
- Ancien hôtel de ville ;
- Paysages bucoliques se situant à proximité de la Sambre où les habitants s'adonnent à la pêche et au jogging sur le chemin de halage ;
- Centre de tourisme fluvial ;
- Croisières sur la Sambre certains dimanches d'été ;
- Le cimetière militaire britannique situé à l'entrée du cimetière communal ;

- Ruines du château fort dit « de Berlaimont ».

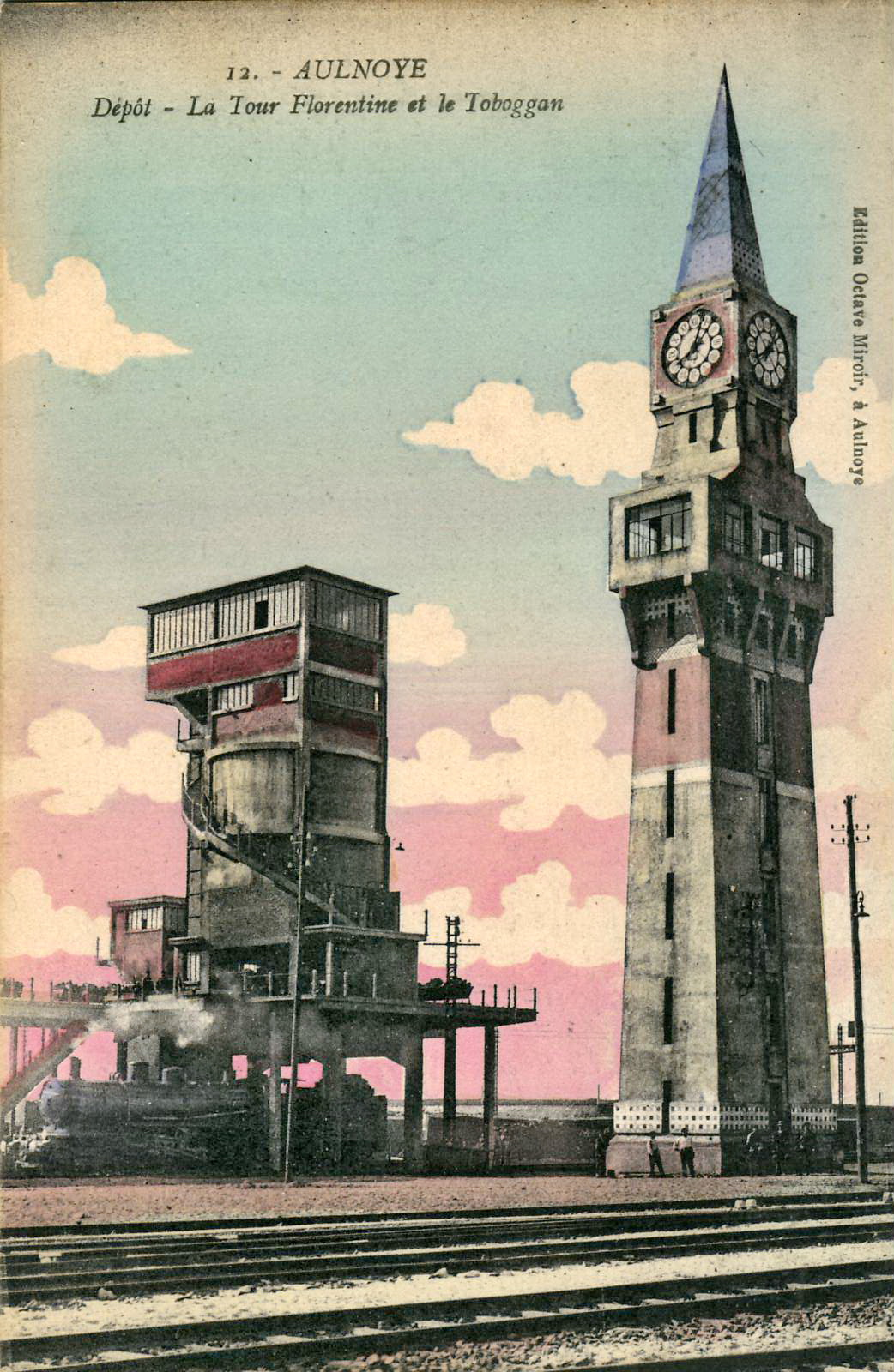
La tour florentine et le toboggan de l'ancien dépôt d'Aulnoye-Aymeries.
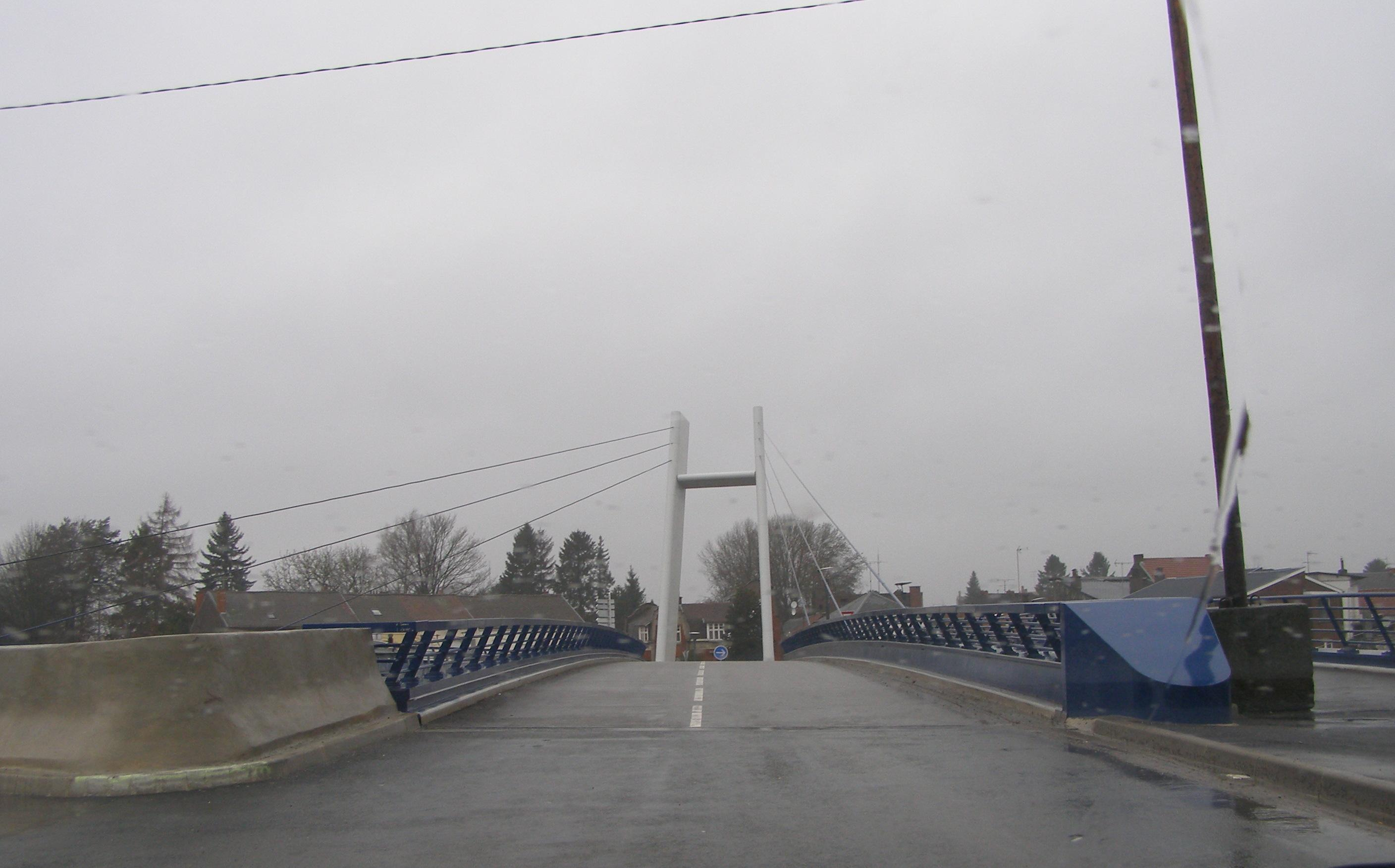
Nouveau pont SNCF.

### Personnalités liées à la commune
- Antoine Pazur (1931-2011), footballeur international français, est né dans la commune.

### Pèlerinage de Compostelle
Aulnoye-Aymeries est une étape française sur la via Gallia Belgica du pèlerinage de Saint-Jacques-de-Compostelle, qui se prolonge par la via Turonensis. L'étape notable précédente est Maubeuge ; la suivante est Maroilles.

### Aulnoye-Aymeries dans les arts et la culture
Les clips suivants ont été tournés dans la commune :
Hollysiz : The Light
Calogero : J'ai le droit aussi

### Héraldique
| Blason de Aulnoye-Aymeries | Blason  | Parti, au premier chevronné d'or et de gueules de douze pièces (qui est d'Aulnoye) ; au second d'or à la bande échiquetée d'argent et de gueules de trois tires (qui est d'Aymeries). |
| Blason de Aulnoye-Aymeries | Détails | Le statut officiel du blason reste à déterminer. |

## Pour approfondir